# Variraptor
Variraptor (Var+i+raptor - (Latim) Varus para o nome do rio + (Latim) raptor que significa "roubador"). Varus, é o nome do rio Var na região de Provence, no sudeste francês também chamada Alpes-Maritimes. Este terópode foi encontrado na formação "Grès à Reptiles", um sítio arqueológico de répteis, em La Bastide Neuve, perto de Fox-Amphoux (Var, França). Foi descoberto entre 1992 e 1995 pelos paleontólogos amadores Patrick Méchin e Annie Méchin-Salessy e foi nomeado Variraptor mechinorum por Jean Le Leouff e Eric Buffetaut em 1998.
Poucos fragmentos formam o conjunto do fóssil : vértebras, osso da pata direita inferior, fémur … Estes fragmentos levam a pensar que era muito parecido com o Deinonico, porém sendo um animal adulto ligeiramente menor, tendo 2 metros de comprimento.